# 上刑部村
上刑部村（かみおさかべそん）は、岡山県阿哲郡にあった村。現在の新見市大佐大井野、大佐上刑部にあたる。
大佐町成立時に大字山奥が上刑部となり、新見市などとの合併に伴い、それぞれの大字に大佐を冠することになった。

## 沿革
- 1889年6月1日 - 町村制施行に伴い、阿賀郡大井野村、山奥村が合併し、上刑部村となる。
- 1900年4月1日 - 阿賀郡の内、呰部村、上水田村、水田村、中井村、中津井村は上房郡に編入、残る阿賀郡と哲多郡が合併、阿哲郡となる。
- 1955年2月11日 - 阿哲郡刑部町、丹治部村と合併、大佐町となる。